# Liogluta nitens
Liogluta nitens är en skalbaggsart som först beskrevs av Mäklin in Mannerheim 1852.  Liogluta nitens ingår i släktet Liogluta och familjen kortvingar. Inga underarter finns listade i Catalogue of Life.